# Chionaema indonesia
Chionaema indonesia är en fjärilsart som beskrevs av Ulrich Roesler och Kuppers 1976. Chionaema indonesia ingår i släktet Chionaema och familjen björnspinnare. Inga underarter finns listade i Catalogue of Life.